# قائمة كليات الحقوق في مصر
هذه قائمة بكليات الحقوق والشريعة والقانون في مصر المخصصة لدراسة القانون.

## محافظة الإسكندرية
- جامعة الإسكندرية : كلية الحقوق في الإسكندرية
- جامعة فاروس بالإسكندرية : كلية الدراسات القانونية والعلاقات الدولية في الإسكندرية

## محافظة أسيوط
- جامعة الأزهر : كلية الشريعة والقانون - فرع أسيوط تقع في أسيوط
- تقع جامعة أسيوط في أسيوط

## محافظة بني سويف
- جامعة بني سويف : كلية الحقوق في بني سويف

## محافظة القاهرة
- جامعة الأزهر :كليه الشريعة والقانون بالقاهرة
- جامعة عين شمس : كلية الحقوق تقع في القاهرة
- الجامعة البريطانية في مصر: كلية الحقوق بشهادات مزدوجة (بريطانية ومصرية) في مدينة الشروق ، القاهرة
- الجامعة الأمريكية بالقاهرة : كلية الشؤون العالمية والسياسة العامة في القاهرة

## محافظة الدقهلية
- جامعة المنصورة : كلية الحقوق [وصلة مكسورة] يقع في المنصورة

## محافظة الغربية
- جامعة الأزهر : كلية الشريعة والقانون - فرع طنطا تقع في طنطا
- جامعة طنطا : كلية الحقوق تقع في طنطا

## محافظة الجيزة
- جامعة القاهرة : كلية الحقوق تقع في الجيزة

## محافظة حلوان
- جامعة حلوان : كلية الحقوق في حلوان

## محافظة المنوفية
- جامعة المنوفية في شبين الكوم
- جامعة مدينة السادات في مدينة السادات

## محافظة القليوبية
- جامعة بنها : كلية الحقوق تقع في بنها

## محافظة قنا
- جامعة جنوب الوادي : كلية الحقوق بقنا

## محافظة الشرقية
- جامعة الزقازيق : كلية الحقوق بالزقازيق

## محافظه البحيرة
- كليه الشريعة والقانون بدمنهور- جامعة الأزهر بالبحيرة

## محافظة أسوان
- جامعة أسوان : كلية الحقوق جامعة أسوان، بأسوان

## محافظة المنيا
- جامعة المنيا : كلية الحقوق جامعة المنيا، بالمنيا

## روابط خارجية
- المجلس الاعلى للجامعات